# Línea alba
La línea alba es una aponeurosis, una estructura tendinosa, que recorre de manera descendente la línea media del abdomen en los humanos y otros vertebrados entre los dos músculos rectos anteriores del abdomen y se extiende desde la apófisis xifoides hasta el borde superior de la sínfisis púbica. El nombre significa línea blanca, siendo la línea alba de hecho blanca al estar compuesta principalmente de tejido conectivo.
Está formada por la fusión de las aponeurosis de los músculos rectos del abdomen derecho e izquierdo con delgados tendones de tejido conectivo procedentes de los extremos de los músculos oblicuo mayor, oblicuo menor y el transverso del abdomen. Estos tendones se encuentran entrecruzados de forma oblicua con tres estratos en la zona supraumbilical y convergentes con un estrato en la infraumbilical permitiendo cierto movimiento de distensión necesario para las funciones corporales cotidianas y para los embarazos. La separación entre estos músculos es mucho mayor en la zona supraumbilical al estar éstos insertados en los cartílagos de las costillas que en la zona infraumbilical, donde los músculos llegan a unirse por su borde medial. Por debajo de la línea alba en la zona supraumbilical se encuentra el ligamento falciforme y tras el ombligo la fascia umbilical.
Debido a que consiste solamente de tejido conectivo y que no contiene nervios o vasos sanguíneos importantes, la incisión mediana a través de la línea alba es un abordaje común en la cirugía. Aunque común, este tipo de cirugía entraña ciertos riesgos como la aparición de hernias y la evisceración por una incorrecta sutura, no existiendo aún una técnica infalible para realizarla.

## En odontología
La línea alba es también un término empleado en odontología para describir una banda fibrosa y de color claro (a veces blanco) de epitelio hiperqueratócico que aparece a lo largo de la mucosa bucal a menudo al nivel del plano oclusal.

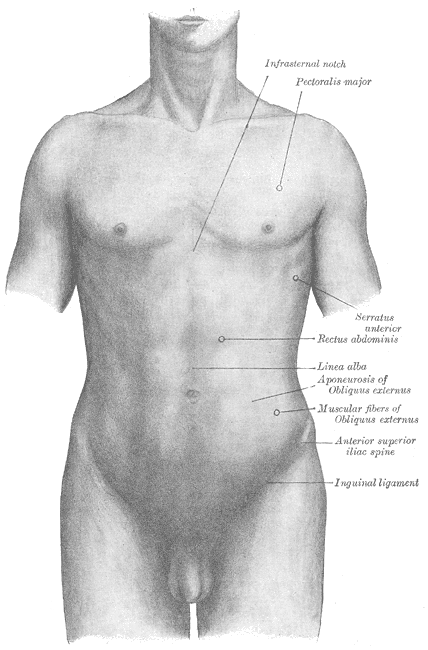
Superficie anatómica frontal del tórax y el abdomen.